# فردریک، شاهزاده ولز
فردریک، شاهزاده ولز (به انگلیسی: Frederick, Prince of Wales) (۳۱ ژانویه ۱۷۰۷ – ۳۱ مارس ۱۷۵۱) پسر ارشد و وارث جرج دوم پادشاه بریتانیا و همسرش کارولین آنسباخ بود. او پدر جرج سوم بود.